# برگونه
برگونه (به لاتین: Barguna) یک منطقهٔ مسکونی در بنگلادش است که در ناحیه برگونه واقع شده‌است. برگونه ۱۵٫۵۸ کیلومتر مربع مساحت و ۳۳٬۰۹۸ نفر جمعیت دارد.